# Stazione meteorologica di Torino Centro
La stazione meteorologica di Torino Centro è la stazione meteorologica di riferimento relativa all'area urbana del centro cittadino di Torino. Dal 1961 al 2006 questa qualifica è stata appannaggio della stazione dell'Ufficio Idrografico del Po, a 275 m s.l.m. e 32 m di altezza sul suolo. Attualmente i rilevamenti meteorologici nell'area centrale di Torino sono garantiti dalla stazione di Torino Giardini Reali (ARPA Piemonte, 238 m s.l.m. e 1,50 m sul suolo).

## Coordinate geografiche
La stazione meteorologica di Torino Centro si trova nell'Italia nord-occidentale, in Piemonte, nel comune di Torino, alle coordinate geografiche 45°04′N 7°41′E.

## Dati climatologici
In base alla media trentennale di riferimento 1961-1990 rilevata all'Ufficio Idrografico del Po (presso Porta Susa), la temperatura media del mese più freddo, gennaio, si attesta a +0,9 °C; quella del mese più caldo, luglio, è di +23,1 °C; i valori più elevati nella media delle minime rispetto alla vicina stazione meteorologica di Torino Caselle sono l'effetto dell'isola di calore urbana.
Le precipitazioni normali annue ammontano a 804 mm, mediamente distribuite in 79 giorni, e presentano un minimo in inverno, un picco in primavera e minimo e massimo secondari rispettivamente in piena estate e in autunno. 
| Torino Centro       | Mesi | Mesi | Mesi | Mesi | Mesi | Mesi | Mesi | Mesi | Mesi | Mesi | Mesi | Mesi | Stagioni | Stagioni | Stagioni | Stagioni | Anno |
| Torino Centro       | Gen  | Feb  | Mar  | Apr  | Mag  | Giu  | Lug  | Ago  | Set  | Ott  | Nov  | Dic  | Inv      | Pri      | Est      | Aut      | Anno |
| ------------------- | ---- | ---- | ---- | ---- | ---- | ---- | ---- | ---- | ---- | ---- | ---- | ---- | -------- | -------- | -------- | -------- | ---- |
| T. max. media (°C)  | 3,7  | 6,9  | 11,8 | 16,4 | 21,0 | 25,3 | 27,8 | 26,6 | 22,8 | 16,1 | 9,3  | 4,9  | 5,2      | 16,4     | 26,6     | 16,1     | 16,1 |
| T. min. media (°C)  | −1,9 | 0,1  | 4,1  | 8,1  | 12,2 | 16,1 | 18,4 | 17,7 | 14,5 | 9,2  | 3,8  | −0,2 | −0,7     | 8,1      | 17,4     | 9,2      | 8,5  |
| Precipitazioni (mm) | 35   | 37   | 55   | 99   | 105  | 86   | 58   | 58   | 67   | 83   | 74   | 47   | 119      | 259      | 202      | 224      | 804  |
| Giorni di pioggia   | 4    | 5    | 6    | 9    | 10   | 9    | 6    | 6    | 6    | 7    | 6    | 5    | 14       | 25       | 21       | 19       | 79   |